# Theni
Theni – miasto w południowych Indiach, w stanie Tamilnadu, stolica dystryktu Theni. W 2001 liczyło 1 034 724 mieszkańców.